# Zorzone
Zorzone [ʣoɾˈʣɔːne] (Zurzù [zuɾˈzu] in dialetto bergamasco) è una frazione del comune di Oltre il Colle, in val Brembana, nella provincia di Bergamo.
Situato nelle Prealpi Bergamasche ai piedi della Cima di Menna, è circondato da prati e boschi ed ai suoi piedi scorre il torrente Parina che dà il nome all'omonima valle, la Val Parina. La teoria più accreditata farebbe derivare l'origine del nome da una delle famiglie più importanti, gli Zorzi, che ne ispirarono il nome. Meno probabile invece che l'etimologia abbia origine da Giorgione.
In ambito religioso si trova la chiesa parrocchiale dedicata alla Santissima Trinità, edificata su progetto dei Caniana. Molte sono inoltre le cappelle, tra cui quella di Peta, dedicata alla Madonna della Gamba.
Da Zorzone partono numerosi sentieri, tra cui quello indicato con il segnavia CAI numero 234 che conduce alla Cima di Menna, una muraglia alta circa 2300 metri che assieme alle cime Alben, Arera e Grem forma il cosiddetto comprensorio M.A.G.A..
Altri itinerari permettono interessanti escursioni che raggiungono il lago Branchino e la val Seriana tramite la Val Vedra ed il suo passo, ma anche il Passo del Vindiolo, (1974 m s.l.m.).
Nella parte più a monte del borgo si trova la miniera di val Vedra, da cui si estraeva zinco: a ricordo della tradizione estrattiva è stato istituito il Museo dei Minerali e della Miniera, situato presso le ex scuole elementari, nel quale vi è anche una collezione di minerali provenienti sia dalle miniere locali che da altre parti del mondo.